# Аэродинамическая интерференция
Аэродинамическая интерференция — влияние обтекания одних частей самолета на обтекание других его частей. Аэродинамические силы, действующие на самолет, не являются обыкновенной суммой аэродинамических сил его частей. Это происходит из-за изменения поля скоростей и давлений вблизи и на поверхностях обтекаемых частей. В результате изменяется распределение сил трения и давления, а следовательно, и результирующих аэродинамических сил.

## Список источников
- Л.Ф. Николаев "Основы аэродинамики и динамики полета транспортных самолетов", 1990, 392 с.